# IPod touch
O iPod touch foi uma linha de player de mídia portátil, desenvolvido e comercializado pela empresa norte-americana Apple, anunciado em 5 de Setembro de 2007 no evento "The Beat Goes On", introduzindo os recursos Cover Flow e Multi-Touch para a linha do iPod. Conforme a Apple o iPod Touch é um vídeo game portátil, por ter alta capacidade gráfica e diversidade de jogos superiores ao Nintendo DS, Nintendo 3DS e PSP.
O iPod touch possui versão com 8, 32 ou 64 GB de armazenamento interno. Também tem suporte ao Wi-Fi e uma versão web browser da Apple, Safari. O iPod touch é a primeira geração da linha iPod a incluir acesso sem-fio à iTunes Store. Também tem a capacidade de detectar a atual e as dez últimas músicas tocando nas unidades do Starbucks café, e oferecer ao usuário a oportunidade de escutar e fazer o download das faixas via iTunes Music Store. Esse recurso será oferecido gradualmente em outros mercados, e atualmente não há planos de expandir para outras lojas além das existentes nos Estados Unidos.

A interface multi-toque do iPod é exatamente igual a presente no iPhone. Igual ao iPhone, o iPod touch inclui um botão home físico que leva o usuário à sua tela principal. A tela principal inclui um alarme e vários botões correspondentes às aplicações disponíveis no aparelho: Música, Fotos, iTunes, Safari, Calculadora, Contatos, Relógio e Configurações. O iPod touch vêm pré-carregado com vinte e oito papéis de parede, dos quais alguns são imagens de propagandas do iPod.
Em 9 de setembro de 2009 foram anunciados os novos modelos de 32GB e 64GB com suporte a OpenGL 2.0 (a versão anterior tinha a versão 1.1) para que o aparelho tenha melhor suporte/desempenho a jogos. Também foi anunciado um corte no preço do iPod Touch de 8GB.

Em 30 de maio de 2013 foi lançado o novo modelo de 16 GB, com uma única opção de cor, tela Retina de 4 polegadas, chip A5 dual-core, placa Wi-Fi atualizada (802.11a/b/g/n) e a remoção da câmera traseira.
O iPod Touch foi o ultimo produto da linha iPod a continuar sendo vendido pela Apple após a descontinuação do iPod Nano e iPod Shuffle em 27 de julho de 2017. Em 10 de maio de 2022, a Apple anunciou a descontinuação da linha iPod Touch, finalizando efetivamente a linha de produtos iPod.

## Requisitos
Fora da caixa e em condições de recém-fabricado, o iPod touch (a partir do iOS 5.0) pode ser configurado sem um computador. Mas para sincronizar arquivos, é necessário ter o iTunes instalado em um computador baseado em Mac OSX ou Microsoft Windows. Em qualquer um dos dois sistemas operacionais, o iPod necessita de uma porta USB 2.0 para comunicações. Ligar o iPod touch em condições de fábrica requer configuração com o iTunes, e o iPod irá constantemente mostrar uma imagem que orienta o usuário a conectar o aparelho ao computador até que seja efetuada a conexão.
Para usar o iPod touch para comprar conteúdo na iTunes Store via Wi-Fi uma conta iTunes é necessária, e pode ser configurada para o iPod durante o processo de registro.
Os requisitos oficiais para o iPod touch são:
- Um computador executando:
  - Mac OS X 10.5.8 ou mais recente
  - Microsoft Windows XP (Home ou Profissional x32) com Service Pack 3, Microsoft Windows Vista, Microsoft Windows 7 ou Windows 8
- iTunes 7.0 ou posterior
- Porta USB 2.0

## Recursos

### Interface de usuário
O iPod touch possui tela sensível ao toque similar à do iPhone, com a tecnologia Multi-Touch, patenteada pela Apple. Assim como o iPhone, o iPod touch possui um acelerômetro, que detecta a rotação do iPod touch do formato de retrato para o formato de paisagem, mudando automaticamente os conteúdos da tela, para que seja visualizada toda a largura de uma página da internet, a música no Cover Flow, ou uma fotografia na proporção adequada.

### Wi-Fi
O iPod touch é equipado com Wi-Fi 802.11b/g/n e, como o iPhone, possui uma versão móvel do navegador Safari e um cliente de visualização do YouTube (até o iOS 6.0). A conexão Wi-Fi presente no produto também pode ser usada para comprar músicas diretamente da iTunes Music Store. Com a Sincronização bidirecional do iTunes, tudo o que tenha sido adquirido na iTunes Wi-Fi Store (mesmo em viagem, a partir do iPod touch), as classificações, listas de reprodução em viagem e até os favoritos de podcasts e livros áudio, é sincronizado com o Mac ou PC. Caso algum download em trânsito tenha sido interrompido, o computador irá terminar a transferência do conteúdo assim que o iPod for conectado.

Como o iPhone, o iPod touch atualmente não suporta o método de autenticação 802.1x, que é um padrão usado em redes Wi-Fi.

### Aplicativos de terceiros
Em 17 de Outubro de 2007, Steve Jobs, em uma carta aberta postada na página da web da Apple, anunciou que um Kit de desenvolvimento de software (SDK) para o iPhone estaria disponível para desenvolvedores em Fevereiro de 2008. Devido a preocupações com segurança e a simpatia de Steve Jobs com o sistema de assinaturas digitais da Nokia, foi sugerido que a Apple adotasse um método semelhante. O SDK vai ser aplicável também para o iPod Touch.

Apesar disso, usuários finais conseguiram hackear o iPod touch com métodos bem similares aos usados no iPhone, permitindo a utilização de aplicativos de terceiros criados por usuários. O mais popular método de Jailbreak usado é um website que toma vantagem de um problema de exploit no Safari na manipulação de arquivos TIFF, para executar o código que ordena a instalação do hack. Esse site corrige o exploit também.
O SDK foi lançado, após um adiamento, no dia 6 de março de 2008. Com ele, desenvolvedores vinculados com a Apple poderão desenvolver e comercializar aplicações para o iPhone e o iPod Touch. Esses aplicativos serão previamente certificados pela Apple antes de estarem disponíveis na App Store (Seção integrada à iTunes Store especialmente para a comercialização dos aplicativos) que promete estar acessível a todos os usuários de iPhone ou iPod Touch. Do total pago pelo aplicativo, 70% será destinado ao desenvolvedor e 30% ficará com a Apple.

## Especificações

### 1.ª geração (2007)

iPod Touch 1G

As especificações listadas no website da Apple são:
- Material da tela: Vidro
- Tamanho da tela: 8.9 cm (3.5 polegadas), Tela 3:2
- Resolução: 480×320 pixels em 163 ppi
- Método de entrada de dados: Tela sensível ao toque com tecnologia Multi-Touch
- Sistema operacional (última versão estável): iOS 3.1.3
- Capacidade: 8, 16 e 32 GB de armazenamento
- Wi-Fi (802.11 b/g)
- Bateria integrada e não removível, capaz de reproduzir até cinco horas de vídeo e até vinte e duas horas de áudio.
- Tamanho do aparelho: 110×61,8×8 mm (4,3×2,4×0,31 polegadas)
- Peso: 120 gramas
- Acesso direto à iTunes Store, navegador Safari e cliente do YouTube integrados.

### 2.ª geração (2008)

iPod Touch 2G

As especificações listadas no website da Apple são:
- Material da tela: Vidro
- Tamanho da tela: 8.9 cm (3.5 polegadas), Tela 3:2
- Resolução: 480×320 pixels em 163 ppi
- Método de entrada de dados: Tela sensível ao toque com tecnologia Multi-Touch
- Sistema operacional (última versão estável): iOS 4.2.1
- Capacidade: 8, 16 e 32 GB de armazenamento
- Wi-Fi (802.11 b/g)
- Acelerômetro e sensor de luminosidade
- Bateria integrada e não removível, capaz de reproduzir até 6 horas de vídeo e até 36 horas de áudio.
- Tamanho do aparelho: 110×61,8×8 mm (4,3×2,4×0,31 polegadas)
- Peso: 115 gramas
- Acesso direto à iTunes Store, navegador Safari e cliente do YouTube integrados.
- Reprodução de áudio com alto-falantes internos.
- Teclas laterais para controle de volume.
- Bluetooth para headsets stereos (a partir do iOS 3.0)
- OpenGL 1.1
- Não possui suporte a algumas funções do iOS 4, como Imagem de Fundo na Tela de Início e Multitarefa.

### 3.ª geração (2009)

iPod Touch 3G

As especificações listadas no website da Apple são:
- Material da tela: Vidro
- Tamanho da tela: 8.9 cm (3.5 polegadas), Tela 16:10
- Resolução: 480×320 pixels em 163 ppi
- Método de entrada de dados: Tela sensível ao toque com tecnologia Multi-Touch
- Sistema operacional (última versão estável): iOS 5.1.1
- Capacidade: 32 e 64 GB de armazenamento
- Wi-Fi (802.11 b/g)
- Bateria integrada e não removível, capaz de reproduzir até seis horas de vídeo e até trinta de áudio.
- Tamanho do aparelho: 110×61,8×8 mm (4,3×2,4×0,31 polegadas)
- Peso: 114 gramas
- Acelerômetro e sensor de luminosidade
- Acesso direto à iTunes Store, navegador da web Safari e cliente do YouTube integrados.
- Reprodução de áudio com alto-falantes internos.
- Gravação de áudio com microfone.
- Teclas laterais para controle de volume.
- Microfone e controle de volume no fone de ouvido.
- Bluetooth para headsets stereos e teclado físico externo da Apple.
- Suporte à OpenGL 2.0, melhorando a performance em jogos.
- Controle por Voz

Observação: O modelo de 8GB lançado em 2009 possui o mesmo hardware da 2.ª Geração.

### 4.ª geração (2010)

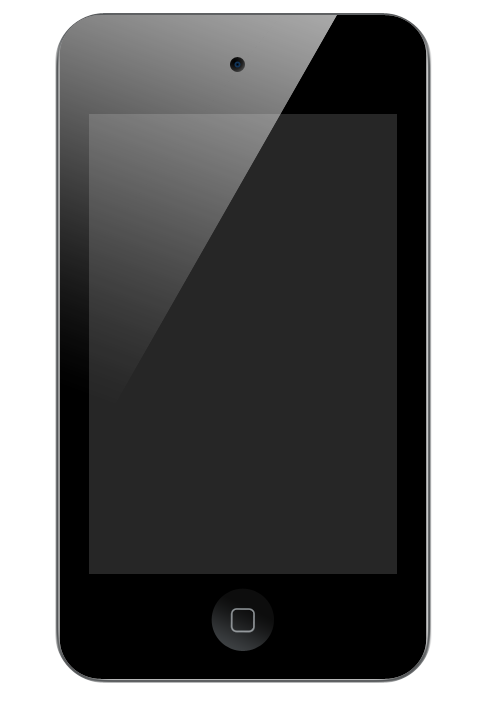
iPod Touch 4G

As especificações listadas no website da Apple são:
- Cor frontal: Preto ou Branco
- Cor traseira: Prata/Alumínio
- Material da tela: Retina Display coberto por Gorilla Glass
- Tamanho da tela: 8.9 cm (3.5 polegadas), Tela 16:10
- Resolução: Tela Retina 960x640 pixels com 326 ppi
- Método de entrada de dados: Tela sensível ao toque com tecnologia Multi-Touch
- Sistema operacional (última versão estável): iOS 6.1.6
- Capacidade: 8, 16, 32 e 64 GB de armazenamento
- Wi-Fi (802.11 b/g/n(802.11/n 2.4GHz)
- Bateria integrada e não removível, capaz de reproduzir até sete horas de vídeo e até quarenta horas de áudio.
- Tamanho do aparelho: 110×58,9×7,2 mm (4,4×2,3×0,28 polegadas)
- Peso: 101 gramas
- Acelerômetro, sensor de luminosidade e giroscópio
- Acesso direto à iTunes Store e navegador Safari.
- Reprodução de áudio com alto-falantes internos.
- Gravação de áudio com microfone interno.
- Teclas laterais para controle de volume.
- Bluetooth para headsets stereos e teclado físico externo da Apple.
- Controle por Voz
- Câmara traseira que tira fotos com uma resolução de 960x640 e vídeos em HD de 720p.
- Câmara frontal para FaceTime que também tira fotos e vídeo com qualidade VGA.
- FaceTime, vídeo-chamada entre iPhone, iPods touch, Mac e iPad.

Observação: A partir do iOS 6.0, o iPod touch perdeu o suporte nativo ao Google Maps e o aplicativo nativo do YouTube.

### 5.ª geração (2012)

iPod Touch 5G

As especificações listadas no website da Apple são:
- Cores (frente/trás): Preto/Cinza, Branco/Prata, Branco/Amarelo, Branco/Azul, Branco/Rosa e Branco/Vermelho (este último faz parte da marca Product RED, sendo disponibilizado somente em lojas oficiais da Apple).
- Material da tela: Retina Display coberto por Gorilla Glass 2 (tela de altíssima resolução protegida por vidro blindado) e revestimento resistente à impressões digitais e oleosidade.
- Tamanho da tela: 4 polegadas, Widescreen 16:10 com tecnologia IPS.
- Resolução: 1136x640 pixels com 326 ppi
- Método de entrada de dados: Tela sensível ao toque com tecnologia Multi-Touch
- Sistema operacional (ultima versão estável): iOS 9.3.5
- Capacidade: 16, 32 ou 64 GB de armazenamento
- Wi-Fi (802.11 b/g/n(802.11/n 2.4GHz)
- Bateria integrada e não removível, capaz de reproduzir até oito horas de vídeo e até quarenta horas de áudio.
- Tamanho do aparelho: 123,4 × 58,6 × 6,1 mm (4,86 × 2,31 × 0,24 polegadas)
- Peso: 88 gramas / 86 gramas (16 GB)
- Acelerômetro e Giroscópio
- Acesso direto à iTunes Store e navegador Safari.
- Reprodução de áudio com auto-falantes internos.
- Gravação de áudio com microfone interno.
- Teclas laterais para controle de volume.
- Bluetooth para headsets stereos e teclado físico externo da Apple.
- Assistente Virtual Siri
- Processador Apple A5 dual-core 1 GHz
- 512 MB de Memória RAM.
- Câmara iSight traseira de 5 Megapixels que tira fotos e vídeos em Full HD.
- Câmara frontal FaceTime que também tira fotos e grava vídeos com qualidade HD.
- 'Flash LED
- Função Panorama, que permite a captura de fotos à 180.º
- Função HDR
- FaceTime, vídeo-chamada entre iPhone, iPods touch, Mac e iPad.
- iPod touch Loop: É um acessório exclusivo do iPod touch de 5.ª geração. É uma pulseira que pode ser encaixada em um botão na parte de trás do iPod. A cor do iPod touch Loop é correspondente à cor do iPod.
- Conector Lightning reversível

### 6.ª geração (2015)

iPod Touch 6G

O iPod Touch 6 possui os processadores Apple A8 e Apple M8 (co-processador) com arquitetura de 64 bits, similar as configurações presentes no iPhone 6 e iPhone 6 Plus, porém com o processamento reduzido a 1,1 GHz (iPhone 6 e 6 plus funcionam a 1,4GHz). É equipado com 1 GB de LPDDR3 RAM, duas vezes maior que a geração anterior. O dispositivo inclui câmera iSight traseira de 8 MP podendo capturar vídeos a 30 fps ou 120 fps em slow motion a 720p. A câmera frontal captura fotos a 1,2 MP, gravando vídeos em até 720p. É o primeiro iPod Touch disponível com 128 GB de armazenamento, quantidade que não é fabricada desde o iPod Classic que oferecia 160 GB, já descontinuado.
O iPod Touch 6 possui as cores (frente/trás): Preto/Cinza, Branco/Prata, Branco/Dourado, Branco/Azul, Branco/Rosa e Branco/Vermelho (este último faz parte da marca Product RED)

### 7.ª geração (2019)

iPod Touch 7G

O iPod Touch 7 foi lançado em 28 de maio de 2019 e trazia de novidades o processador Apple A10 Fusion (semelhante aos processadores Core i5 e i7 da sexta geração para computadores), com armazenamento interno de 32, 128 e 256 GB. Compatível com a tecnologia de realidade aumentada ARKit.
O iPod Touch 7 foi o ultimo produto da linha iPod a ser vendido pela Apple, sendo descontinuado em 10 de Maio de 2022.

## Conteúdo da embalagem
- iPod touch
- Fones de ouvido estéreo (earpods) na 5.ª, 6.ª e 7.ª Geração)
- Cabo Dock/USB (Somente 1.ª à 4.ª geração)
- Cabo Lightning/USB (5.ª, 6.ª e 7.ª geração)
- Adaptador para dock (apenas 1.ª à 3.ª geração)
- Pano para limpeza (apenas 1.ª e 2.ª geração)
- Suporte de plástico (apenas 1.ª geração)
- Pulseira iPod touch Loop (somente 5.ª geração)
- Manual de início rápido e dois adesivos da Apple.